# 吴公纪功碑亭
29°57′31″N 121°42′58″E / 29.958587°N 121.716032°E
吴公纪功碑亭是中华人民共和国浙江省宁波市镇海区的一处碑亭。碑亭位于镇海城区梓荫山西麓（镇海中学内），目的为纪念中法战争中镇守镇海并向法舰开炮击伤法军将领孤拔的守备吴杰，建于民国二十五年（1936年），即吴杰诞辰百周年。亭为四柱歇山顶，中间立碑。碑文为湘潭人袁思亮撰写，镇海县人俞佐庭书写。1996年，吴公纪功碑亭随其他镇海口海防设施被纳入第四批全国重点文物保护单位镇海口海防遗址。